# Système participatif de garantie
 (juin 2015).
Le système participatif de garantie (SPG) est un système d'assurance-qualité ancré localement. Ils regroupent des organisations  qui unissent leurs efforts pour offrir aux consommateurs ou aux usagers une forme alternative de garantie. 

## Explications
« Les systèmes participatifs de garantie sont des systèmes d’assurance qualité orientés localement. Ils certifient les producteurs sur la base d’une participation active des acteurs concernés et sont construits sur une base de confiance, de réseaux et d’échanges de connaissances. » (définition IFOAM, 2008).
Les systèmes participatifs de garantie représentent une alternative à la certification par tiers particulièrement adaptés aux marchés locaux et aux filières courtes. La commercialisation se faisait principalement dans les circuits courts (maximum un intermédiaire) comme les marchés locaux, la ferme ou les magasins de proximité. Ils peuvent aussi complémenter la certification par tiers avec un label privé apportant des garanties et une transparence supplémentaires. Les SPG permettent une participation directe des producteurs, des consommateurs et d’autres acteurs dans le choix et l'élaboration du cahier des charges, le développement et la mise en œuvre des procédures de certification, et les décisions de certification.
Les SPG sont aussi parfois désignés sous le terme générique de « certification participative »,. 

## Origine du concept
Cette approche est liée à celle du développement d'écosociolabels tels que FSC ou MSC qui incluent dans leur conseil d'administration et dans leur mode de fonctionnement et de décision un collège d'ONG, et d'environnementalistes, représentants de la sphère sociale et citoyenne (pour 1/3 de leur composition). 
Constatant qu'un certain nombre de labels environnementaux commerciaux et dits de « qualité » n'étaient que partiels dans la liste des critères garantis, et qu'ils sont souvent peu transparents, et basés sur des chartes ou des recommandations, manquant de ce fait de crédibilité et d'utilité, des acteurs ONG, certificateurs, ont envisagé d'ouvrir le processus de garantie au contrôle citoyen. Ce contrôle n'est pas exclusif des procédures existantes (écolabel, démarche qualité, label de qualité), mais offre une garantie supplémentaire et permet au citoyen de ne plus être face à une entité incertaine[Quoi ?] lorsqu'il veut vérifier que les produits correspondent bien à ses attentes ou à ce qu'en disent les étiquettes et/ou publicités.
Le mouvement de l'agriculture biologique est un pionnier dans la mise en œuvre et la définition des SPG. La certification biologique démarre dans plusieurs parties du monde dans les années 1970 et 1980 sur la base de systèmes associatifs très voisins de ce qui s'appelle le SPG. Certaines de ces associations continuent de pratiquer la certification participative, comme Nature et progrès en France. Même si la certification par tiers (conforme aux exigences de la norme ISO 65) est devenue la forme dominante de certification dans le secteur alimentaire, ainsi que dans bien d’autres secteurs, les systèmes de certification alternatifs n’ont jamais cessé d’exister.
En 2004, IFOAM, la Fédération internationale des mouvements d'agriculture biologique (FIMAB), et MAELA, le Mouvement pour l'agro-écologie d'Amérique latine, coorganisent le premier Atelier international sur la certification alternative, qui se tient à Torres, au Brésil. C’est lors de cet atelier que le concept de Participatory Guarantee Systems (« systèmes participatifs de garantie ») est adopté. Au cours de cet atelier, un groupe de travail international sur les SPG est établi. Plus tard, ce groupe de travail devient un organe officiel de l’IFOAM. Il travaille à définir plus en détail les SPG et en établit les éléments clefs et les caractéristiques principales dans un document intitulé Une vision et des idéaux communs. 
Depuis lors, IFOAM soutient de façon continue le développement des SPG au sein du secteur biologique. En parallèle, d’autres secteurs s'intéressent au concept pour certifier une variété de produits ou de processus. Néanmoins, IFOAM et le mouvement de l’agriculture biologique restent leader dans le concept des SPG au niveau mondial, et plaident maintenant pour que les gouvernements des pays où le secteur biologique est réglementé reconnaissent les SPG comme un système valide de certification locale.

## Contenu
L'objectif est d'améliorer la qualité des produits, en visant une qualité totale, incluant les qualités organoleptiques et sanitaires des produits, mais aussi et plus largement le respect des principes du développement soutenable, la cohérence écologique, sociale et économique du processus de production (voire de distribution et de recyclage des déchets) dans le respect de l'humain et de la nature. Cette approche vise aussi la relocalisation de l'économie, pour restaurer les emplois locaux et limiter le gaspillage lié aux transports distants. Elle s'appuie toujours sur l’implication des citoyens dans la garantie. Pour ce faire, les SPG reconnaissent quelques principes fondamentaux : la transparence[Laquelle ?], la participation, l'intégrité des acteurs et de leurs moyens de vivre, professionnels ou non (aspects éthiques), le maintien des savoirs et savoir-faire locaux, et des processus d’apprentissage (éventuellement collaboratifs) et d’organisation horizontale.

## Éléments de base et caractéristiques clefs
« Les systèmes participatifs de garantie ont ceci en commun avec les systèmes de certification par tiers : ils ont pour objectifs de fournir une garantie crédible aux consommateurs  demandeurs de produits biologiques. La différence est dans l'approche. Comme le suggère le nom de ces systèmes, la participation directe des paysans et même des consommateurs dans la certification est non seulement encouragée mais parfois exigée. Une telle implication est tout à fait réaliste dans un contexte de petites fermes et de vente directe sur les marchés locaux, contexte pour lequel ces systèmes sont en général les mieux adaptés. Une participation active de la part des partenaires leur donne davantage d'autonomie et de responsabilités, ce qui exige que les programmes de SPG mettent la priorité sur la formation et le renforcement des capacités, à la fois pour les producteurs et les consommateurs. Cette participation permet aux programmes de SPG d'être moins lourds en termes de travail administratif et de documentation, ce qui compte pour beaucoup quand il s'agit d'intégrer les petits paysans dans un système de production biologique. Tandis que les systèmes existants de certification par tiers partent de l'idée que les paysans doivent prouver qu'ils sont conformes avant d'être certifiés, les systèmes de garantie participatifs, au contraire, se basent sur la confiance. Ils se bâtissent sur la transparence, dans un contexte qui réduit au minimum les niveaux hiérarchiques et administratifs. »

### Éléments de base
- Vision commune : « Une des forces du système participatif de garantie réside dans le fait que les paysans et les consommateurs concernés ont une vision commune des principes du programme. Alors que le niveau de participation aux programmes de SPG est très variable, ils prospèrent du fait de la conscience lucide de leur utilité, de leur manière de fonctionner et surtout de QUI en profite[11]. »
- Participation : « La certification participative se base sur l'engagement de ceux qui sont impliqués dans la production et dans la consommation des produits concernés. Les principes et règles qui gouvernent la production biologique sont conçus et mis en œuvre avec la participation de tous les partenaires : producteurs, conseillers et consommateurs. La crédibilité de la qualité de la production découle de ce processus participatif[11]. »
- Transparence : « Toutes les parties prenantes, y compris les paysans, doivent comprendre comment fonctionne le processus de garantie et comment sont prises les décisions. Nul besoin pour chacun de connaître en détail le processus, mais chacun doit savoir comment fonctionne le système et notamment selon quels critères sont prises les décisions de certification, et en particulier pourquoi telle ou telle ferme ne peut pas être certifiée. Ceci implique l'existence d'une documentation de base concernant le SPG et sa disponibilité pour tout partenaire intéressé.

Les informations délicates du point de vue commercial qui sont compilées lors de l'opération du SPG sont à traiter de manière confidentielle. Mais cette confidentialité ne doit pas être utilisée dans le but de compromettre le principe de transparence. Cela paraît contradictoire mais la limite doit être établie, entre d'un côté, l'information privée et délicate commercialement et, de l'autre côté, la transparence de l'information. »
- Confiance : une approche basée sur l'intégrité : « Les promoteurs des SPG tiennent à l'idée que les paysans sont dignes de confiance et que le système de certification en agriculture biologique doit se baser sur cette confiance. Le système doit être le reflet de cette confiance qui émane des mécanismes de contrôle social et culturel, en permettant une vue d'ensemble de l'intégrité biologique de la production. Ainsi, il est reconnu et valorisée toute une gamme de mécanismes quantitatifs et qualitatifs, qui sont localement et culturellement spécifiques, afin de mesurer et démontrer l'intégrité biologique des produits. Ces mécanismes sont intégrés au processus de certification[11]. »

- Processus d'apprentissage : « L'intention de la plupart des SPG va plus loin que la délivrance d'un certificat, ils veulent être aussi un soutien à la collectivité sociale, à sa pérennité et à son développement agricole, de manière à revaloriser à la fois le travail et le statut des paysans.

Il est important que ce processus de certification incite à la construction d'un réseau par tous ceux qui y sont impliqués, de la production à la consommation du produit. Engager les paysans, les conseillers et les consommateurs dans l'élaboration et la vérification des principes et règles du SPG conduit non seulement à rendre crédible le produit biologique, mais contribue également à un processus continu d’apprentissage qui développe les capacités des collectivités impliquées. » 
- Horizontalité : « Le concept d'horizontalité exprime le partage du pouvoir entre les différentes parties prenantes. La vérification de la qualité biologique d’un produit ou d’un processus de production n’est pas concentrée dans les mains d'une élite. La certification participative engage tous les concernés au même niveau de responsabilité pour évaluer le produit et sa méthode de production[11]. »

### Caractéristiques clefs
- Normes établies par les partenaires à travers un processus démocratique et participatif, mais toujours en accord avec les critères communément acceptés pour définir la qualité biologique du produit. Les normes doivent stimuler la créativité, qualité qui est une caractéristique du paysan bio, plutôt que l'inhiber.
- Organisation issue de la base : la certification participative doit être perçue comme  le résultat d'une dynamique sociale, basée sur l'organisation active de tous les partenaires.
- Approprié à l'agriculture paysanne : la nature participative et la structure horizontale des programmes de SPG permettent aux mécanismes de certification d'être mieux adaptés et moins coûteux, de mettre en valeur les citoyens, afin qu'ils viennent à la rencontre des paysans.
- Principes et valeurs qui mettent en valeur l'existence et le bien-être des familles paysannes tout en faisant la promotion de l'agriculture bio.
- Documentation du système et des procédures : bien que la documentation soit minime, le système exige des paysans la démonstration de leur intégrité et de leur engagement auprès de la méthode agrobiologique, engagement que le SPG doit documenter.
- Mécanismes pour vérifier la conformité du paysan par rapport aux normes établies, mécanismes susceptibles de stimuler la participation, l'organisation et l’apprentissage de tous les partenaires.
- Mécanismes de soutien aux paysans dans leur production biologique et dans leur certification comme producteurs bio, y compris des conseillers de terrain, des bulletins, des visites de ferme, des sites Internet, etc.
- Un document signé en gage d'honneur, par exemple, une déclaration d'adhésion aux normes établies.
- Une marque ou un sceau, signe du statut biologique
- Conséquences claires et définies à l’avance, pour tout paysan non conforme aux règles, toute mesure prise étant documentée et/ou rendue publique d'une manière ou d'une autre.

## En France
Un appel a été lancé en 2008 par divers acteurs, en faveur de l'application de cette approche, par exemple pour les domaines du textile écologique, de l’écoconstruction et des transactions commerciales, « qui soient justes partout dans le monde, de façon à garantir la souveraineté des peuples pour les besoins essentiels de l’être humain ».
Dans le domaine du bâtiment, l'association EnvirobatBDM, met en place depuis 2009 le label environnemental Bâtiments durables méditerranéens, qui fonctionne en suivant les règles des systèmes participatifs de garantie. Ce label est actuellement mis en œuvre en région Provence-Alpes-Côte d'Azur, en région Occitanie et en région Île-de-France. Dans cette dernière, Il est dénommé Bâtiments durables franciliens.